# Référendum biélorusse de 1996
Le référendum biélorusse de 1996 est un référendum ayant eu lieu le 24 novembre 1996 en Biélorussie. Il comprend sept questions, dont quatre proposées par le président Alexandre Loukachenko : changer la date de la fête d'indépendance, amender la constitution pour augmenter les pouvoirs du président (notamment en matière de budget et de sécurité intérieure), abolir la peine de mort et changer la loi sur la vente de biens fonciers. 
Le taux de participation au référendum s'élève à 84,1 %. Le changement de la date de la fête d'indépendance est approuvé à 89,4 %, et les changements constitutionnels sont approuvés à 88,2 %. En revanche, la modification de la législation sur la vente de biens fonciers est rejetée avec seulement 15,6 % de votes favorables, de même que l'abolition de la peine de mort avec 18,2 % de votes favorables.
Les trois dernières questions portaient des changements constitutions proposés par le Parlement, rejetés à 90 %, l'élection directe des représentants locaux, rejetée à 71,3 %, et l'intégration de toutes les dépenses d'État dans le budget national, rejetée à 67,2 %.
Le référendum apparaît comme un tournant important dans le renforcement du régime autoritaire du président Loukachenko.